# Vente des peintures du musée de l'Ermitage
La vente de peintures du musée de l'Ermitage est effectuée en 1930-1931 par le gouvernement soviétique et entraîne le départ de 250 toiles issues de la collection du musée d'État de l'Ermitage, depuis Leningrad, vers des acheteurs occidentaux (collectionneurs privés et galeries). Transaction relativement discrète et peu documentée, elle permet, entre autres, de former en 1937 le noyau de la National Gallery of Art de Washington, D.C.. Cette série de transactions prend place au sein d'un vaste processus de liquidation de biens nationalisés enclenché depuis la révolution de 1917 et qui prend fin en 1938.
En 2008, le Gouvernement russe laisse entendre son intention de contester la légitimité de ces transactions.

## Une histoire révélée tardivement

L’Annonciation de Jan van Eyck (1434), acquise pour le musée de l'Ermitage par Nicolas Ier de Russie en 1850, est revendue en juin 1930 à Andrew Mellon.

L'histoire de ces transactions, longtemps méconnue, a été étudiée dans les années 2000 et donne lieu à la publications de deux ouvrages fondamentaux : d'abord, en 2009, une équipe de chercheurs essentiellement américains dirigée par Anne Odom et Wendy R. Salmond produit une première étude, puis en 2013, une équipe internationale produit une seconde étude, sous la direction de Nicholas Iljine (en), Natalia Semenova et Amir Gross Kabiri, en lien avec le Centre M.T. Abraham pour les Arts visuels. 
Ces travaux couvrent une période plus vaste, allant de 1918 à 1938, durant laquelle le régime soviétique nationalise les biens de l'aristocratie et cherche à en liquider une partie.

## Contexte et processus des ventes
Dès 1920, les réserves d'or et de devises du Gouvernement russe déposées à la Banque d'État (Gosbank) commencent à s'effondrer : on passe de 1,1 milliard de roubles-or à 0,1 milliard en 1922, pour finir à 0,09 fin 1925.
La nouvelle politique économique prend fin en 1928 avec la « crise des grains » : à court de trésorerie, Staline, pour financer l'industrialisation massive du pays prévue par le premier plan quinquennal (1929-1933), fait accélérer le processus de liquidation des biens nationalisés, notamment les collections impériales, lesquelles avaient alimenté depuis 1924 les nouvelles salles du musée des beaux-arts Pouchkine. 
Deux musées d'État, l'Ermitage et le Musée russe sont sommés en février 1928 d'établir un inventaire de leurs collections et d'en sélectionner une partie pour une valeur estimée par les consultants recrutés par Moscou à 30 millions de roubles-or (cours d'avant 1917), somme planifiée au titre des bénéfices d'exportations. Une agence, l'Antikvariat, ouvre ses bureaux à Leningrad durant l'été 1928, chargée de gérer et d'exporter les biens issus de la confiscation et la nationalisation des ressources artistiques et objets d'antiquité du pays, c'est-à-dire des objets de valeur du Trésor public, de l'Église et de la famille du tsar, des musées, des propriétés de la noblesse, des collections privées ou simplement des économies personnelles des simples citoyens. 
Placée sous le contrôle du Narkompros, l'Antikvariat réceptionne l'inventaire, soit 250 toiles, lequel fait partie d'une plus vaste liste énumérant près de 3 000 objets. Outre ces peintures de maîtres, on trouve par exemple des gravures ainsi qu'une partie du trésor en or des Scythes, de l'argenterie, et des tableaux de petits formats. Pratiquement dirigée par Georges Szamuely (1899-1937) et A. M. Ginzburg, l'Antikvariat, passée sous le contrôle du Vneštorg (Commissariat du peuple au commerce extérieur) et en lien avec le directeur de la Gosbank, Gueorgui Piatakov, se met en quête d'acheteurs durant l'année 1929 ; à la fin de cette année, la crise financière américaine restreint sensiblement les candidats. Le premier marchand contacté avait été le parisien Germain Seligmann, dès l'automne 1927, mais les autorités tardèrent à lui montrer les réserves contenant les pièces maîtresses ; Seligmann repartit les mains vides. Puis, lorsqu'il fut recontacté en 1928, ce fut le Gouvernement français qui mit son véto, invoquant le respect dû aux nombreuses familles russes réfugiées en France : ainsi Paris fut délaissé au profit de Berlin et Vienne. Cependant, l'Antikvariat continua ses recherches de contact sur Paris en y envoyant A. M. Ginzburg.
Les premières véritables transactions adviennent en janvier 1930 : installé à Paris et relativement discret, séduit par l'offre dont il avait pris connaissance par Joseph Duveen quelques années plus tôt (à propos entre autres de la collection du prince Félix Ioussoupov, une vente qui échoua), le millionnaire et collectionneur Calouste Gulbenkian acquiert un Watteau et un Rembrandt. En 1929, Gulbenkian s'était déjà porté acquéreur via Ginzburg de nombreux objets, dont deux tableaux d'Hubert Robert, pour 300 000 dollars : ce fut là une vente test, qui permit d'accréditer le millionnaire comme étant le « bon contact, l'ami sûr », suivie par une deuxième vente, incluant le Portrait d'Hélène Fourment de Rubens et un portrait de Vigée-Lebrun, pour un montant de près d'un million de dollars. Propriétaire de l'Iraq Petroleum Company, Gulbenkian, de son côté, espère en même temps obtenir de gros contrats avec Moscou pour exporter le pétrole soviétique. Toutefois, Piatakov, déçu par la tournure que prenait la négociation qualifiée de « marchandage », cherche à contacter d'autres acteurs occidentaux du marché de l'art : dur en affaires, Gulbenkian ne proposait par exemple pour l'achat de 18 toiles de maîtres une valeur globale de 10 millions de roubles, somme jugée ridicule par Moscou. 
C'est là qu'intervient le jeune galeriste berlinois Franz Catzenstein-Matthiesen (1900-1963). Quelques mois plus tôt, il avait été consulté par l'Antikvariat pour établir une liste de peintures présentes dans les collections nationales à « ne vendre sous aucun prétexte » : en janvier 1930, surpris, il découvre que deux toiles qu'il avait inventoriées se trouvent à Paris entre les mains de Gulbenkian, lequel lui demande d'être, secrètement, son agent auprès de l'Antikvariat (laquelle ne veut plus négocier uniquement avec ce dernier). Au lieu de ça, Matthiesen forme un consortium de galeries avec la Colnaghi de Londres et l'américaine Knoedler (qui disposait d'une filiale à Paris), dans le but de reprendre à leurs comptes les achats ; dès janvier 1930, le consortium acquiert une toile d'Antoine van Dyck. L'un des plus gros clients de Knoedler est le milliardaire Andrew Mellon. Fin 1931, les trois galeries lui avaient vendu 21 toiles pour un total de 6,65 millions de dollars. Durant toute cette période, une véritable compétition à l'achat prend place entre Gulbenkian et Mellon. Le consortium parvient plus tard à vendre des toiles au Metropolitan Museum of Art (New York), et cette transaction, secrète, est révélée par le New York Times le 4 novembre 1933. Au nombre des autres acheteurs, on compte le Rijksmuseum Amsterdam, le Philadelphia Museum of Art ou encore Georges Wildenstein (ce dernier avait été fourni en tableaux par Gulbenkian).
Les différentes opérations de vente de peintures s'arrêtent à la fin de l'année 1933 : sous-directeur de l'Ermitage, Joseph Orbeli (1887-1961) écrit à Staline qu'il convient de suspendre le processus, ce qui fut fait, Orbeli devenant, dans la foulée, le nouveau directeur, à la place de Boris Legran (en) (1884-1936).
Pendant la première moitié des années 1930, l'URSS continua d'exporter des objets d'antiquité et des œuvres d'art par tonnes entières. Mais les rentrées de devises qui résultèrent de cette campagne s'avérèrent insignifiantes, alors que le préjudice porté aux musées russes, et en particulier à l'Ermitage, fut énorme. Côté chiffre, la vente des peintures seules rapporta 20 millions de dollars, somme comprise dans un ensemble chiffré à 150 millions de dollars enregistrés au bénéfice de l'industrialisation. Pour gagner la bataille de l'or, l'URSS organisa alors l'exploitation des mines situées en Sibérie, et mit en branle le système du goulag : dès 1935, l'or soviétique déboula sur le marché international. 

## Origines et destins des toiles
Plusieurs de ces peintures étaient dans les collections de l'Ermitage depuis la création du musée par l'impératrice Catherine II de Russie, laquelle s'était entre autres portée acquéreuse à la fin des années 1770, par le biais de Denis Diderot, de la fameuse collection Pierre Crozat et de ses descendants. 
250 peintures majeures ont été vendues à des intermédiaires privés occidentaux, à savoir des chefs-d'œuvre de Jan van Eyck, Titien, Rembrandt, Pierre Paul Rubens ou Raphaël.
Sur ce, 21 des toiles acquises par Andrew Mellon ont été données en 1937 au Gouvernement des États-Unis et sont devenues le cœur de la National Gallery of Art de Washington DC.

## Autres œuvres
Outre les 250 toiles de l'Ermitage, on peut citer la vente du Codex Sinaiticus en 1933, extrait du fonds de la Bibliothèque nationale russe et acquis par le British Museum pour la somme de £ 100 000, somme levée via une souscription publique ; ou encore la vente de la toile de Van Gogh, Le Café de nuit, confisquée dès 1918 au collectionneur russe Ivan Morozov (1871-1921), et désormais exposée à la Yale University Art Gallery.